# Hydrodendron corrugatum
Hydrodendron corrugatum is een hydroïdpoliep uit de familie Haleciidae. De poliep komt uit het geslacht Hydrodendron. Hydrodendron corrugatum werd in 1936 voor het eerst wetenschappelijk beschreven door Fraser. 